# Основное уравнение измерений
Основное уравнение измерений имеет вид:
где:
- Q — измеряемая физическая величина;
- q — её числовое представление в принятых единицах измерения физической величины Q;
- v — принятая единица измерения физической величины Q.

Пример:
за единицу измерения напряжения принят 1 В. Тогда значение напряжения электрической сети U = q [U] = 220 [1B] = 220B. Здесь числовое значение q = 220. Но если за единицу напряжения принять [1 кВ], то U = q [U] = 0,22 [1 кВ] = 0,22 кВ, т. е. числовое значение q = 0,22, а размер величины не изменяется.